# Quan hệ Hàn Quốc – Hoa Kỳ

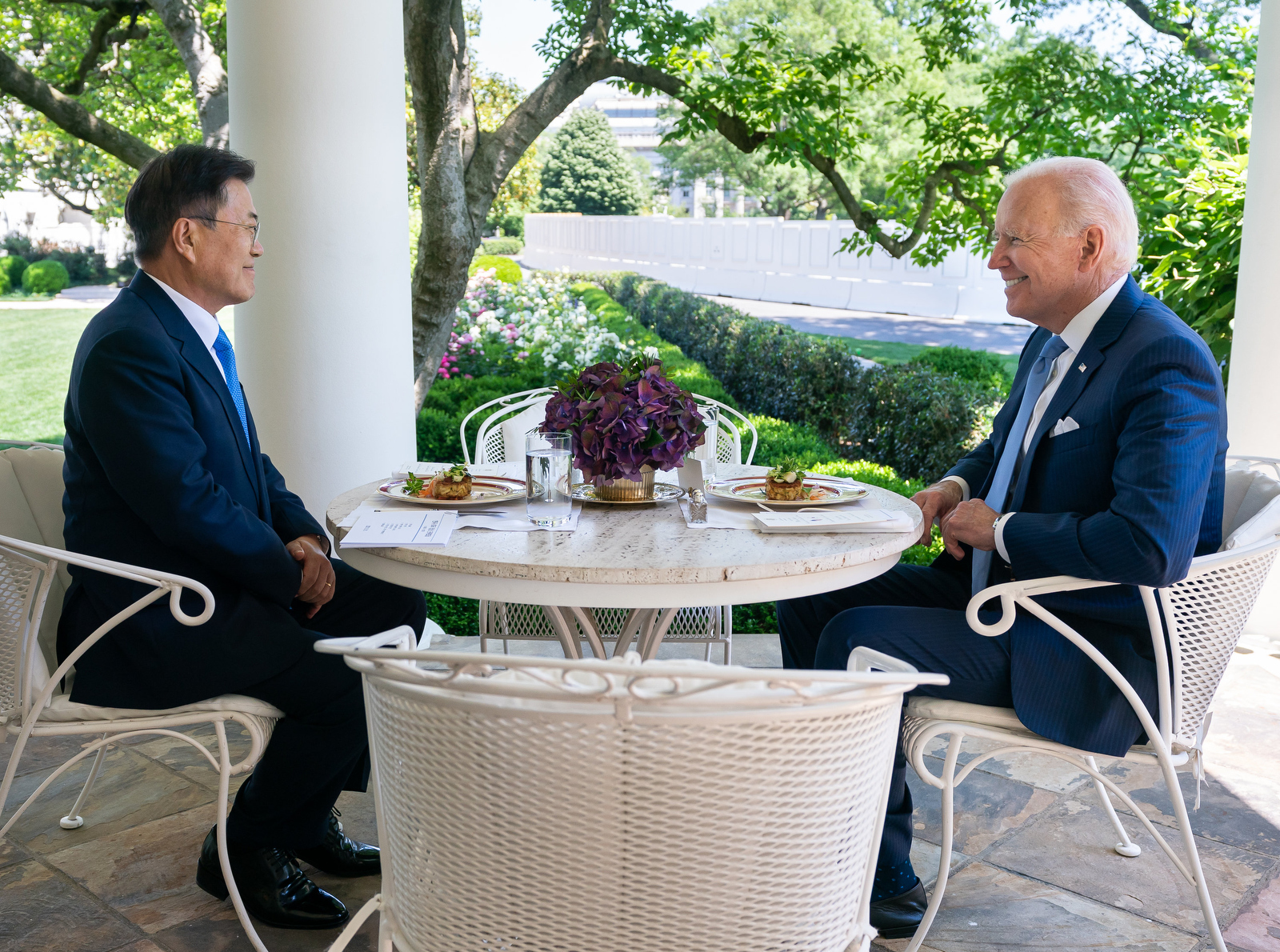
Tổng thống Hàn Quốc Moon Jae-in (trái) với Tổng thống Mỹ Joe Biden (phải) tại Nhà Trắng, tháng 5/2021.

Quan hệ Hàn Quốc – Hoa Kỳ (tiếng Hàn: 한미관계; Hanja: 韓美關係) đề cập đến quan hệ quốc tế giữa Hàn Quốc và Hoa Kỳ. Mối quan hệ bắt đầu vào năm 1950, khi Hoa Kỳ giúp thành lập nhà nước hiện đại của Hàn Quốc, còn được gọi là Đại Hàn Dân Quốc, và chiến đấu trên phe được Liên Hợp Quốc ủng hộ trong Chiến tranh Triều Tiên (1950–1953). Trong bốn thập kỷ sau đó, Hàn Quốc đã có sự phát triển vượt bậc về kinh tế, chính trị, và quân sự, đồng thời giảm đáng kể sự phụ thuộc vào Mỹ.
Hàn Quốc có một liên minh quân sự lâu dài với Hoa Kỳ, hỗ trợ Hoa Kỳ trong mọi cuộc chiến kể từ Chiến tranh Việt Nam và gần đây nhất là trong Chiến tranh Iraq. Tại hội nghị thượng đỉnh G20 ở London năm 2009, Tổng thống Mỹ Barack Obama đã gọi Hàn Quốc là "một trong những đồng minh thân cận nhất và những người bạn lớn nhất của Mỹ."  Năm 1989, Hàn Quốc là một trong những quốc gia đầu tiên được chỉ định là một đồng minh chính ngoài NATO.
Theo các học giả David Shambaugh và Michael Yahuda, hiện có một số yếu tố an ninh định hình liên minh:
1. Những thách thức do chương trình hạt nhân và tên lửa của Triều Tiên đặt ra và khả năng phổ biến vũ khí đối với các quốc gia khác,
2. Tác động của diễn biến hòa bình và thống nhất trên bán đảo Triều Tiên đối với quan hệ chiến lược giữa Hoa Kỳ và Trung Quốc
3. Tác động tiềm tàng của các sự kiện trên bán đảo Triều Tiên đối với Nhật Bản và sự kình địch Trung-Nhật.[3]

Quan hệ giữa Hoa Kỳ và Hàn Quốc nói chung được củng cố dưới các chính quyền Hàn Quốc bảo thủ, thân Mỹ như Lee Myung-bak. Tuy nhiên, với những xáo trộn gần đây từ việc triển khai THAAD, việc Mỹ rút khỏi Hiệp định Đối tác xuyên Thái Bình Dương và các tranh chấp chia sẻ chi phí đang diễn ra liên quan đến các căn cứ Mỹ đóng tại nước này, mối quan hệ đã trở nên căng thẳng. Đại dịch COVID-19 cũng có thể gây căng thẳng hơn nữa cho các mối quan hệ, vì bất kỳ sự lây lan đáng kể nào sẽ buộc các biện pháp kiểm soát biên giới leo thang đối với những người có thị thực Mỹ, cũng như bình luận của Tổng thống Mỹ Donald Trump, người nói rằng ông "không thích" giao dịch với Nam Tổng thống Hàn Quốc Moon Jae-in đồng thời gọi người Hàn Quốc là "những kẻ khủng khiếp".
Tuy nhiên, các dấu hiệu cho thấy quan hệ Hàn-Mỹ có thể đang đồng thời cải thiện, khi trao đổi văn hóa như chương trình TALK, sự phát triển trong quan hệ đối tác truyền thông và thương mại hàng hóa và dịch vụ mạnh mẽ. Hàn Quốc cũng là điểm đến hàng đầu của khí tài quân sự Mỹ, với thỏa thuận mua trực thăng Seahawk gần đây vào tháng 8 năm 2019 với trị giá 800 triệu đô la.
Đại sứ Hoa Kỳ hiện tại tại Hàn Quốc, Harry Harris, đã đến Seoul vào ngày 7 tháng 7 năm 2018. Vị trí này đã bị bỏ trống kể từ khi Tổng thống Donald Trump nhậm chức vào tháng 1 năm 2017. Harris, cựu lãnh đạo Bộ Tư lệnh Thái Bình Dương của quân đội Hoa Kỳ, đã bày tỏ quyết tâm làm việc với tư cách là đại sứ để tăng cường liên minh giữa Hoa Kỳ và Hàn Quốc.